# Неслау-Крумменау
Неслау-Крумменау (нем. Nesslau-Krummenau) — бывшая коммуна в Швейцарии, в кантоне Санкт-Галлен.
Коммуна была создана в 1 января 2005 года при объединении коммун Неслау и Крумменау. 1 января 2013 года она была объединена с коммуной Штайн в новую коммуну Неслау.
Входила в состав округа Тоггенбург. Население составляло 3374 человека (на 31 декабря 2006 года). Официальный код — 3358.

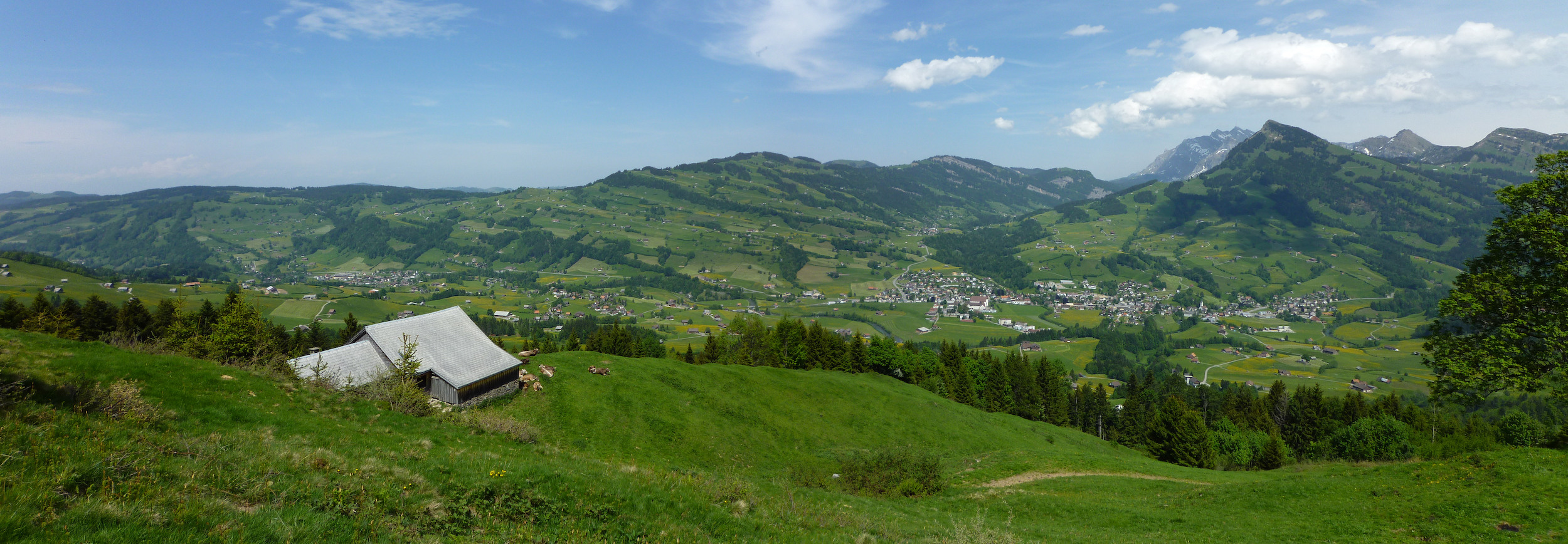
Неслау-Крумменау — панорама.